# PRV-1
PRV-1 (polycythemia rubra vera gene-1) – gen, którego nadmierna ekspresja jest charakterystyczna dla czerwienicy prawdziwej (PCV) i nadpłytkowości samoistnej (ET). Pozwala na różnicowania ww. stanów ze stanami wtórnej nadpłytkowości i erytrocytozy. Występuje u prawie wszystkich chorych z PCV i około 50% pacjentów w ET.